# 大久保要
大久保 要（おおくぼ かなめ）は、江戸時代末期の土浦藩の幕末の志士。

## 先祖
大久保氏の遠祖は藤原氏で、三河国大久保氏と同族である。戦国時代は北条氏政に仕え、武功を納めた後、戦死したという。その曽孫・満春の代から、北条旧臣同士であった関係からか、土浦藩主土屋氏に仕え始め、以降代々土浦藩に仕えた。

## 生涯
江戸にて学業を納め、土浦藩致仕となる。天保8年（1837年）藩校郁文館が新設され館頭に就任する。嘉永3年（1850年）藩主土屋寅直が大坂城代に任命されると、大久保はその公用人として随従した。安政元年（1854年）、ロシア船の大坂来航に際しては、これとの折衝に当たった。また、兵庫港の開港に当たっては、畿内の目の前の開港のため、大久保は藩主とともに非常に慎重な議論を要する、との立場を取り、活躍した。
また、安政5年（1858年）5月大坂に来た公卿の大原重徳と面談した。安政の大獄においては、同年8月、薩摩藩士有馬新七より戊午の密勅の内達を受けた。間部詮勝入京直前における勤皇僧月照の京都出奔に際しては、薩摩藩への海路を待つ間、大阪の自宅を月照、西郷隆盛の一時逗留所として提供した。やがて尊王攘夷派の志士として幕府より嫌疑を受け、安政6年（1859年）10月、国元永押込に処せられ、そのまま土浦藩内で病没した。
著書に「懐刀記」がある。
明治24年（1891年）、従四位を追贈された。